# Bistum Rulenge-Ngara
Das Bistum Rulenge-Ngara (lateinisch Dioecesis Rulengensis-Ngarensis, Swahili Jimbo Katoliki la Rulenge-Ngara) ist eine in Tansania gelegene römisch-katholische Diözese mit Sitz in Rulenge.

## Geschichte
Das Bistum Rulenge-Ngara wurde am 8. April 1929 durch Papst Pius XI. mit der Apostolischen Konstitution Ad fidem catholicam aus Gebietsabtretungen der Apostolischen Vikariate Tabora und Uganda als Apostolisches Vikariat Bukoba errichtet.
Am 25. März 1953 wurde das Apostolische Vikariat Bukoba durch Papst Pius XII. mit der Apostolischen Konstitution Quemadmodum ad Nos zum Bistum erhoben und dem Erzbistum Tabora als Suffraganbistum unterstellt. Das Bistum Bukoba wurde am 21. Juni 1960 in Bistum Rulenge umbenannt. Am 18. November 1987 wurde das Bistum Rulenge dem Erzbistum Mwanza als Suffraganbistum unterstellt. Das Bistum Rulenge gab am 14. August 2008 Teile seines Territoriums zur Gründung des Bistums Kayanga ab. Am 14. August 2008 wurde das Bistum Rulenge in Bistum Rulenge-Ngara umbenannt.

## Ordinarien

### Apostolische Vikare von Bukoba
- Burkhard Huwiler MAfr, 1929–1946
- Laurent Tétrault MAfr, 1947–1951
- Alfred Lanctôt MAfr, 1951–1953

### Bischöfe von Bukoba
- Alfred Lanctôt MAfr, 1953–1960

### Bischöfe von Rulenge
- Alfred Lanctôt MAfr, 1960–1969
- Christopher Mwoleka, 1969–1996
- Severine Niwemugizi, 1996–2008

### Bischöfe von Rulenge-Ngara
- Severine Niwemugizi, seit 2008